# スコッツブラフ郡 (ネブラスカ州)
座標: 北緯41度51分 西経103度42分 / 北緯41.850度 西経103.700度
スコッツブラフ郡（英: Scotts Bluff County）は、アメリカ合衆国のネブラスカ州にある郡。人口は36,970人（2010年国勢調査）で、州内の郡のなかで6番目に多い。郡庁所在地はジェリング (Gering)、最大都市はスコッツブラフ (Scottsbluff) である。
ネブラスカ州のナンバープレートで、スコッツブラフ郡の車両は最初の数字が21になっている。これは1922年にナンバープレートの制度を確立した際、スコッツブラフ郡の車両登録台数が州内の郡のなかで21番目に多かったからである。
郡名は、オレゴン・トレイルを往来する19世紀の開拓者にとって目印になった、屹立した崖（ブラフ）に由来する。この崖は1828年、その近くで亡くなった毛皮商のヒーラム・スコットにちなんで「スコットの崖」と名付けられた。現在は、スコッツブラフナショナル・モニュメントとして国立公園に登録されている。1887年、その崖のふもとにジェリングが、1900年にはノース・プラット川の向こう岸にスコッツブラフ市が建設された。対岸の2つの街は共に発展を遂げ、現在は州内で7番目に大きな都市圏を形成している。
郡内のネブラスカ西部地方空港は、州内で3番目に搭乗旅客数が多い活気ある空港である。
経済は農業が中心でテンサイやトウモロコシ、豆類がつくられている。

## 地理
アメリカ合衆国国勢調査局によると、この郡の総面積は1,931 km2 である。このうち1,915 km2 が陸地で、16 km2 が水域である。総面積の0.83%が水域となっている。

### 隣接する郡
- スー郡（北）
- ボックスビュート郡（北東）
- モリル郡（東）
- バナー郡（南）
- ゴシェン郡 (ワイオミング州)（西）

### 国立保護区
- ノース・プラット野生生物保護区
- スコッツブラフナショナル・モニュメント

## 人口動静

2000年国勢調査時の郡の人口ピラミッド。

2000年の国勢調査によると、スコッツブラフ郡には36,951人、14,887世帯、及び10,167家族が暮らしている。人口密度は19/km2 (50/mi2) で、8/km2 (22/mi2) の平均的な密度に16,119軒の住居が建っている。この郡の人種の構成は白人87.58%、黒人（アフリカ系アメリカ人）0.27%、先住民1.88%、アジア系0.57%、太平洋諸島系0.04%、その他の人種8.02%、および混血1.63%で、17.19%の人々がヒスパニックまたはラテン系である。郡の住民の39.5%がドイツ系、8.6%がイングランド系、6.8%がアイルランド系移民の子孫である。
スコッツブラフ郡に住む14,887世帯のうち、31.50%は18歳未満の子どもと暮らしており、54.20%は夫婦で生活している。10.70%は未婚の女性が世帯主であり、31.70%は家族以外の住人と同居している。27.80%は独居で、全世帯の12.80%は65歳以上の独居老人世帯である。1世帯あたりの平均人数は2.44人であり、家庭の場合は2.97人である。
郡の住民は25.90%が18歳未満の子どもで、18歳以上24歳以下が8.40%、25歳以上44歳以下が25.40%、45歳以上64歳以下が23.00%、および65歳以上が17.20%となっている。平均年齢は38歳である。女性100人に対して男性は91.20人いて、18歳以上の女性100人に対しては男性は88.30人いる。
郡の世帯ごとの平均収入は32,016米ドルで、家族ごとでは38,932米ドルである。男性の30,317米ドルに対して女性は20,717米ドルの平均的な収入がある。この郡の一人当たりの収入 (per capita income) は17,355米ドルである。総人口の14.50%、家族の11.00%は貧困線以下である。18歳未満の子どもの22.00%及び65歳以上の8.70%は貧困線以下の生活を送っている。

## 都市および村

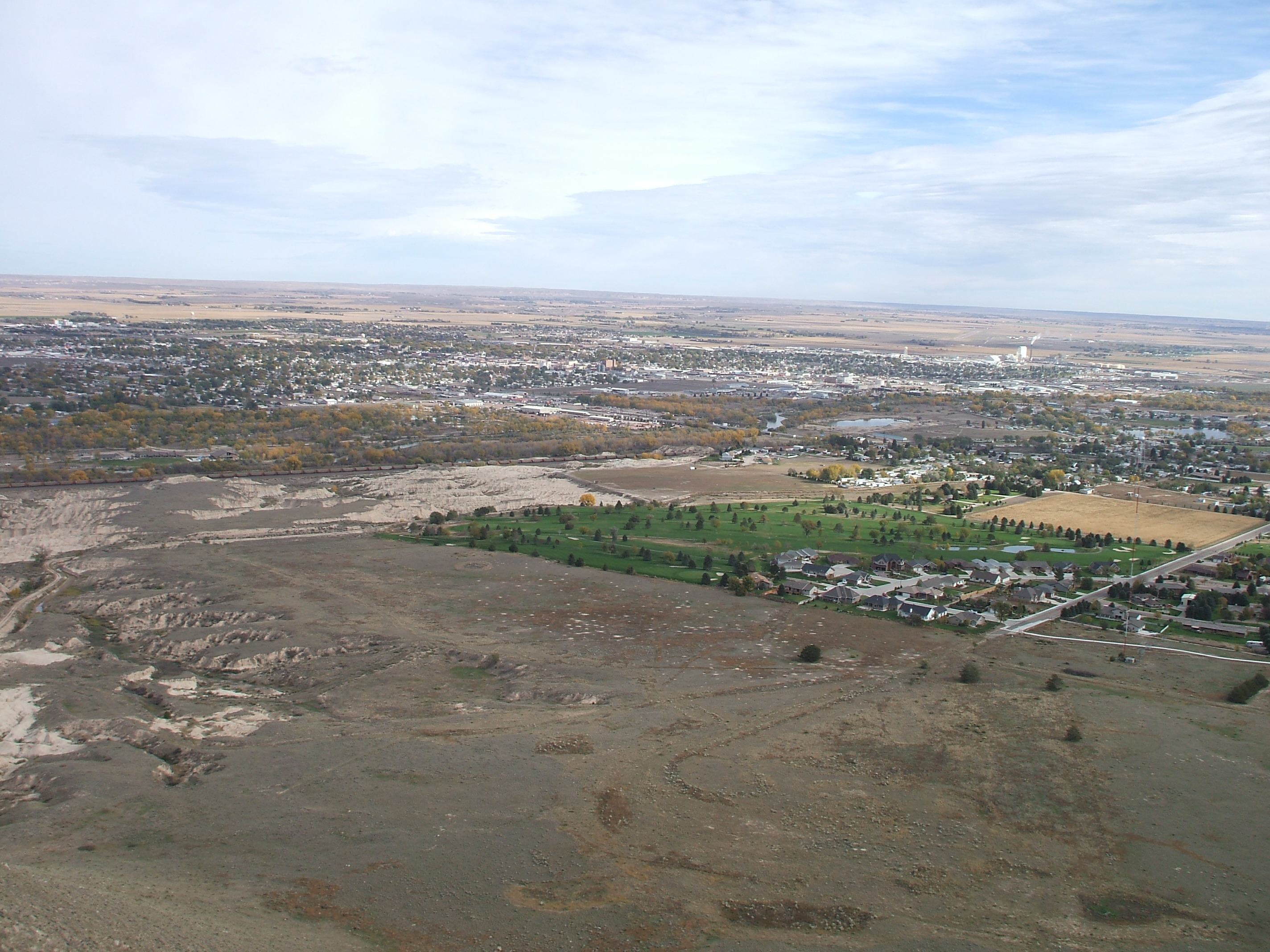
「スコットの崖」からスコッツブラフ（左）とジェリング（右）の2市を望む。

- ジェリング (en:Gering, Nebraska)
- ヘンリー (en:Henry, Nebraska)
- ライマン (en:Lyman, Nebraska)
- マッグルー (en:McGrew, Nebraska)
- メルベータ (en:Melbeta, Nebraska)
- ミナーテア (en:Minatare, Nebraska)
- ミッチェル (en:Mitchell, Nebraska)
- モリル (en:Morrill, Nebraska)
- スコッツブラフ (en:Scottsbluff, Nebraska)
- テリータウン (en:Terrytown, Nebraska)